# サイモン・フィップス

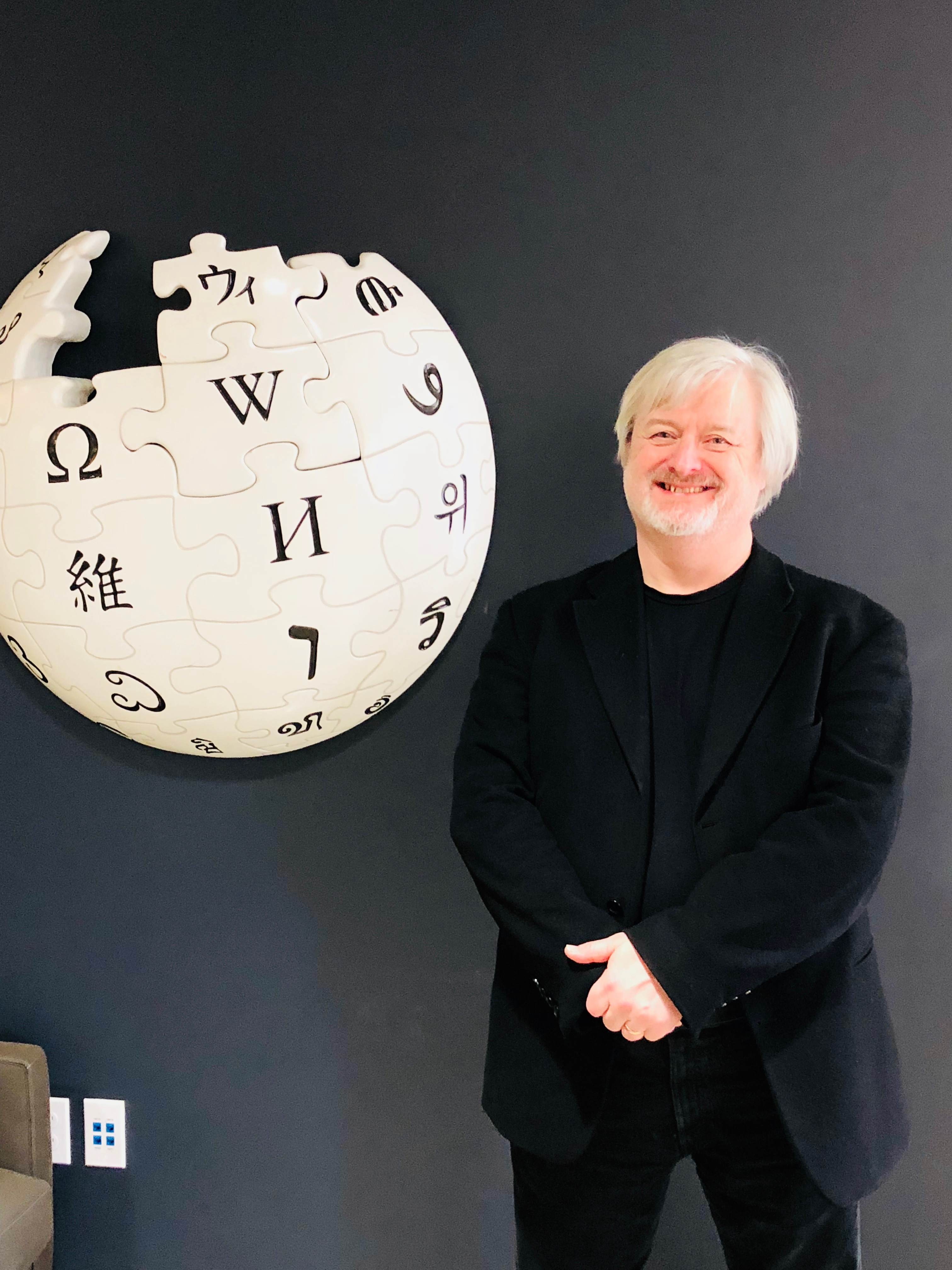
ウィキメディア財団オフィスでのサイモン・フィップス （2018年4月）

サイモン・フィップス（英: Simon Phipps）は、計算機科学者であり、World Wide Webとオープンソースの支持者である。
フィップスは、IBMのJavaへの関与に尽力し、IBMのJava Technology Centerを設立した。2000年にIBMを離れ、サン・マイクロシステムズに移り、サンのオープンソースプログラムのリーダーシップをダネーゼ・クーパーから引き継いだ。フィップスの下で、サンのコアソフトウェアのほとんどは、SolarisやJavaなど、オープンソースライセンスでリリースされた。
フィップスは、サン・マイクロシステムズの買収に伴ってオラクルに採用されることはなく、2つの組織が合併した2010年3月8日が彼の最後の勤務日だった。その後、彼はスタートアップのフォージロックの最高戦略責任者として1年間勤務し、その後独立コンサルタントとなった。2015年には、オープンソースアドバイザリプラクティスのディレクターとしてウィプロテクノロジーズに短期間入社した。
フィップスは2015年までOpen Source Initiativeの会長を務めたが、2016年の理事会任期終了に備えて退任し、2017年に再選され、2017年9月に理事会により会長に再任された。彼はOpen Rights GroupとThe Document Foundationの理事であり、Open Source for Americaの諮問委員会にも所属していた。MariaDB Foundationの元CEOであり、GNOME Foundation、OpenSolaris、OpenJDK、OpenSPARC、直近ではAlmaLinux OS Foundationなど、他のプロジェクトの諮問委員会にも数多く参加している。
彼はポッドキャストFLOSS Weeklyのエピソードにゲストとして、また時折共同ホストとして出演している。